# Tipula (Pterelachisus) pseudoirrorata
Tipula (Pterelachisus) pseudoirrorata is een tweevleugelige uit de familie langpootmuggen (Tipulidae). De soort komt voor in het Palearctisch gebied.